# Prix de France
Prix de France är ett årligt travlopp för 4-10-åriga varmblodstravare (hingstar och ston) över medeldistansen 2100 meter med autostart. Det är ett Grupp 1-lopp, det vill säga ett lopp av högsta internationella klass. Det räknas som världens största lopp över medeldistans.
Prix de France avgjordes för första gången i februari 1956 och går sedan dess av stapeln i Mitten av februari under det franska vintermeetinget varje år på Vincennesbanan i Paris. Loppets förstapris är 180 000 euro.
Loppen Prix de France, Prix de Paris och Prix d'Amérique utgör de tre Triple Crown-loppen inom fransk travsport. En häst som segrar i dessa tre lopp under samma vinter får en Triple Crown och bonus på 300 000 euro. Fyra hästar har lyckats med bedriften sedan starten: Bold Eagle (2017), Bellino II (1976), Jamin (1959) och Gelinotte (1957 och 1956). Svensktränade Naglo, tränad av Stefan Hultman och körd av Örjan Kihlström vann loppet både år 2004 och 2005.

## Rekord

### Flest segrar
Hästarna Jamin, Eléazar och Ourasi är de som vunnit loppet flest antal gånger med tre segrar vardera. Björn Goop är den svenska kusk som vunnit loppet flest gånger, totalt vid tre tillfällen. År 2014 vann han med skrällen Noras Bean, tränad av Ulf Stenströmer, 2015 med fransktrände Timoko och 2019 med Readly Express tränad av Timo Nurmos. Andra svenska ekipage som vunnit loppet är 1992 Atas Fighter L med Torbjörn Jansson, 1995 Queen L. med Stig H. Johansson samt 1997 Lovely Godiva med Per-Olof Pettersson. Även Robert Bergh har en seger i loppet som tränare till Hilda Zonett (körd av Dominiek Locqueneux) som vann loppet 2003. Flera svenska ekipage har även tagit pallplaceringar i loppet, såsom Remington Crown, Gigant Neo, Opal Viking, Maharajah och Propulsion.

### Löpningsrekord
Löpningsrekordet i loppet innehas av Vivid Wise As som i 2022 års upplaga segrade på tiden 1.09,7.

## Vinnare
| År   | Häst               | Tid    | Efter            | Kusk                 | Tränare               | Tvåa               | Trea               |
| ---- | ------------------ | ------ | ---------------- | -------------------- | --------------------- | ------------------ | ------------------ |
| 2025 | Idao de Tillard    | 1'10"1 | Password         | Romain Derieux       | Romain Derieux        | Inmarosa           | Don Fanucci Zet    |
| 2024 | Idao de Tillard    | 1'09"4 | Severino         | Clément Duvaldestin  | Thierry Duvaldestin   | Go On Boy          | Ampia Mede SM      |
| 2023 | Ampia Mede SM      | 1'10"2 | Ganymède         | Franck Nivard        | Fabrice Souloy        | Vivid Wise As      | Hohneck            |
| 2022 | Vivid Wise As      | 1'09"7 | Yankee Glide     | Matthieu Abrivard    | Alessandro Gocciadoro | Délia du Pommereux | Zacon Gio          |
| 2021 | Délia du Pommereux | 1'09"8 | Niky             | Éric Raffin          | Sylvain Roger         | Face Time Bourbon  | Aetos Kronos       |
| 2020 | Davidson du Pont   | 1.11,1 | Pacha du Pont    | Jean-Michel Bazire   | Jean-Michel Bazire    | Face Time Bourbon  | Délia du Pommereux |
| 2019 | Readly Express     | 1.10,3 | Ready Cash       | Björn Goop           | Timo Nurmos           | Uza Josselyn       | Bold Eagle         |
| 2018 | Belina Josselyn    | 1.10,2 | Love You         | Jean-Michel Bazire   | Jean-Michel Bazire    | Bold Eagle         | Briac Dark         |
| 2017 | Bold Eagle         | 1.10,9 | Ready Cash       | Franck Nivard        | Sébastien Guarato     | Timoko             | Voltigeur de Myrt  |
| 2016 | Bold Eagle         | 1.10,7 | Ready Cash       | Franck Nivard        | Sébastien Guarato     | Timoko             | Voltigeur de Myrt  |
| 2015 | Timoko             | 1.11,4 | Imoko            | Björn Goop           | Richard Westerink     | Texas Charm        | Linda di Casei     |
| 2014 | Noras Bean         | 1.12,1 | Super Arnie      | Björn Goop           | Ulf Stenströmer       | Univers de Pan     | Tiégo d'Étang      |
| 2013 | Ready Cash         | 1.11,4 | Indy de Vive     | Franck Nivard        | Thierry Duvaldestin   | Royal Dream        | Timoko             |
| 2012 | Royal Dream        | 1.11,6 | Love You         | Jean-Philippe Dubois | Philippe Moulin       | Main Wise As       | Ready Cash         |
| 2011 | Ready Cash         | 1.10,3 | Indy de Vive     | Franck Nivard        | Thierry Duvaldestin   | Maharajah          | Lana del Rio       |
| 2010 | Meaulnes du Corta  | 1.11,7 | Voici du Niel    | Pierre Levesque      | Pierre Levesque       | Première Steed     | Queen's Glory      |
| 2009 | Meaulnes du Corta  | 1'11"6 | Voici du Niel    | Pierre Vercruysse    | Pierre Levesque       | Nouba du Saptel    | Opal Viking        |
| 2008 | Exploit Caf        | 1'10"7 | Toss Out         | Jean-Michel Bazire   | Fabrice Souloy        | Meaulnes du Corta  | Orla Fun           |
| 2007 | Kool du Caux       | 1'09"8 | Bijou du Bignon  | Franck Nivard        | Fabrice Souloy        | Kesaco Phedo       | Opal Viking        |
| 2006 | Jag de Bellouet    | 1'11"6 | Viking's Way     | Christophe Gallier   | Christophe Gallier    | Gigant Neo         | Kazire de Guez     |
| 2005 | Naglo              | 1'12"2 | Coktail Jet      | Örjan Kihlström      | Stefan Hultman        | Ilster d'Espiens   | Kazire de Guez     |
| 2004 | Naglo              | 1'10"7 | Coktail Jet      | Örjan Kihlström      | Stefan Hultman        | Jag de Bellouet    | Alesi OM           |
| 2003 | Hilda Zonett       | 1'12"  | Spotlite Lobell  | Dominiek Locqueneux  | Robert Bergh          | Abano AS           | Général du Pommeau |
| 2002 | Fan Idole          | 1'13"  | Le Ham           | R-W. Denéchère       | R-W. Denéchère        | Général du Pommeau | Jackhammer         |
| 2001 | Gobernador         | 1'12"2 | Buvetier d'Aunou | Dominiek Locqueneux  | P.-D. Allaire         | Giant Cat          | Fan Idole          |
| 2000 | Giant Cat          | 1'13"1 | Quito de Talonay | Nicolas Roussel      | Nicolas Roussel       | Remington Crown    | Moni Maker         |
| 1999 | Moni Maker         | 1'13"  | Speedy Crown     | Jean-Michel Bazire   | Jimmy Takter          | Défi d'Aunou       | General November   |
| 1998 | Balou Boy          | 1'13"6 | Moscantido       | Yves Dreux           | Yves Dreux            | Moni Maker         | Défi d'Aunou       |
| 1997 | Lovely Godiva      | 1'13"1 | Idéal du Gazeau  | Per-Olof Pettersson  | Per-Olof Pettersson   | Défi d'Aunou       | Abo Volo           |
| 1996 | Coktail Jet        | 1'13"5 | Quouky Williams  | Jean-Étienne Dubois  | Jean-Étienne Dubois   | Arnaqueur          | Wesgate Crown      |
| 1995 | Queen L.           | 1'13"4 | Crowntron        | Stig H. Johansson    | Stig H. Johansson     | Vourasie           | Promising Catch    |
| 1994 | Vourasie           | 1'12"5 | Fakir du Vivier  | Bernard Oger         | Léopold Verroken      | Bahama             | Uno Atout          |
| 1993 | Sea Cove           | 1'13"4 | Bonefish         | Joseph Verbeeck      | Haral Grendel         | Autour d'Aunou     | Ursulo de Crouay   |
| 1992 | Atas Fighter L     | 1'14"3 | Quick Pay        | Torbjörn Jansson     | Torbjörn Jansson      | Ultra Ducal        | Vasquez            |
| 1991 | Ultra Ducal        | 1'14"2 | Buffet II        | Paul Viel            | Paul Viel             | Rêve d'Udon        | Ténor de Baune     |
| 1990 | Pussy Cat          | 1'14"3 | Firstly          | Jean Raffin          | Jean Raffin           | Piper Cub          | Beseiged           |
| 1989 | Poroto             | 1'14"3 | Esquirol         | Louis Boulard        | Louis Boulard         | Potin d'Amour      | Hollyhurst         |
| 1988 | Ourasi             | 1'13"9 | Greyhound        | Jean-René Gougeon    | Jean-René Gougeon     | Permissionnaire    | Prince Royal       |
| 1987 | Ourasi             | 1'14"  | Greyhound        | Jean-René Gougeon    | Jean-René Gougeon     | Ogorek             | Prince Royal       |
| 1986 | Ourasi             | 1'15"9 | Greyhound        | Jean-René Gougeon    | Jean-René Gougeon     | Mon Tourbillon     | Néric Barbès       |
| 1985 | Mon Tourbillon     | 1'14"7 | Amyot            | Jean-Pierre Viel     | Jean-Pierre Viel      | Major de Brion     | Néric Barbès       |
| 1984 | Lurabo             | 1'13"7 | Ura              | M.-M. Gougeon        | J.-L. Peupion         | Minou du Donjon    | Mon Tourbillon     |
| 1983 | Mon Tourbillon     | 1'17"  | Amyot            | Jean-Pierre Viel     | Jean-Pierre Viel      | Lançon             | Ianthin            |
| 1982 | Hymour             | 1'15"3 | Nonant Le Pin    | Jean-Pierre Dubois   | Jean-Pierre Dubois    | Idéal du Gazeau    | Jarnibleu          |
| 1981 | Classical Way      | 1'14"2 | Speedy Scot      | J. Simpson Jr        | J. Simpson Jr         | Istraeki           | Idéal du Gazeau    |
| 1980 | Eléazar            | 1'16"3 | Kerjacques       | Léopold Verroken     | Léopold Verroken      | Gadamès            | Hadol du Vivier    |
| 1979 | Hadol du Vivier    | 1'17"3 | Mitsouko         | Jean-René Gougeon    | H.-L. Lévesque        | Gamélia            | Grande Frances     |
| 1978 | Eléazar            | 1'16"1 | Kerjacques       | Léopold Verroken     | Léopold Verroken      | Gars de Fontaine   | Fakir du Vivier    |
| 1977 | Eléazar            | 1'16"8 | Kerjacques       | Léopold Verroken     | Léopold Verroken      | Dimitria           | Catharina          |
| 1976 | Bellino II         | 1'15"9 | Boum III         | Jean-René Gougeon    | M. Macheret           | Clissa             | Espoir de Sée      |
| 1975 | Axius              | 1'18"1 | Le Postillon     | Gérard Mascle        | Gérard Mascle         | Clissa             | Dimitria           |
| 1974 | Axius              | 1'18"4 | Le Postillon     | Gérard Mascle        | Gérard Mascle         | Casdar             | Catharina          |
| 1973 | Tony M             | 1'20"  | Horus L          | Léopold Verroken     | Léopold Verroken      | Une de Mai         | Bill D             |
| 1972 | Une de Mai         | 1'17"6 | Kerjacques       | Jean-René Gougeon    | Jean-René Gougeon     | Tony M             | Volnay II          |
| 1971 | Vanina B           | 1'17"6 | Carioca II       | Jean Riaud           | B Billard             | Tony M             | Toscan             |
| 1970 | Tidalium Pelo      | 1'18"2 | Jidalium         | Jean Mary            | R Lemarié             | Une de Mai         | Snow speed         |
| 1969 | Tidalium Pelo      | 1'17"8 | Jidalium         | Jean Mary            | R Lemarié             | Une de Mai         | Roquépine          |
| 1968 | Quérido II         | 1'18"3 | Fandango         | Roger Baudron        | G. Dreux              | Short Stop         | SoleMio B          |
| 1967 | Quérido II         | 1'18"7 | Fandango         | Roger Baudron        | G. Dreux              | Roquépine          | Quarina            |
| 1966 | Elma               | 1'18"1 | Hickory Smoke    | Johannes Frömming    | J. Chyriacos          | Apex Hanover       | Oscar RL           |
| 1965 | Elaine Rodney      | 1'18"1 | Rodney           | Gerhard Krüger       | Gerhard Krüger        | Elma               | Oscar RL           |
| 1964 | Elaine Rodney      | 1'18"4 | Rodney           | Gerhard Krüger       | Gerhard Krüger        | Ohe St Urbain      | Brogue Hanover     |
| 1963 | Great Lullwater    | 1'18"0 | Rodney           | Roger Vercruysse     | Delvin Miller         | Narold M           | Olten L            |
| 1962 | Masina             | 1'19"8 | Quino            | Francois Brohier     | Henri Levesque        | Quick Song         | Brogue Hanover     |
| 1961 | Iskander F.        | 1'20"4 | Urzy             | Walter Heitmann      | Walter Heitmann       | Kracovie           | Jocrisse           |
| 1960 | Jamin              | 1'19"8 | Abner            | Jean Riaud           | Jean Riaud            |                    |                    |
| 1959 | Jamin              | 1'19"3 | Abner            | Jean Riaud           | Jean Riaud            |                    |                    |
| 1958 | Jamin              | 1'18"1 | Abner            | Jean Riaud           | Jean Riaud            |                    |                    |
| 1957 | Gelinotte          | 1'18"5 | Kairos           | Charlie Mills        | Charlie Mills         |                    |                    |
| 1956 | Gelinotte          | 1'19"2 | Kairos           | Charlie Mills        | Charlie Mills         |                    |                    |